# Vallbona d'Anoia
Vallbona d'Anoia (em catalão e oficialmente), Vallbona de Noya (em castelhano) ou simplesmente Vallbona é um município da Espanha na comarca de Anoia, província de Barcelona, comunidade autónoma da Catalunha. Tem 6,48 km² de área e em 2021 tinha 1 375 habitantes (densidade: 212,2 hab./km²).

## Demografia
| Variação demográfica do município entre 1991 e 2004[carece de fontes?] | Variação demográfica do município entre 1991 e 2004[carece de fontes?] | Variação demográfica do município entre 1991 e 2004[carece de fontes?] | Variação demográfica do município entre 1991 e 2004[carece de fontes?] |
| ---------------------------------------------------------------------- | ---------------------------------------------------------------------- | ---------------------------------------------------------------------- | ---------------------------------------------------------------------- |
| 1991                                                                   | 1996                                                                   | 2001                                                                   | 2004                                                                   |
| 1040                                                                   | 1037                                                                   | 1027                                                                   | 1190                                                                   |